# Mycomya sieberti
Mycomya sieberti är en tvåvingeart som först beskrevs av Landrock 1930.  Mycomya sieberti ingår i släktet Mycomya och familjen svampmyggor. Inga underarter finns listade i Catalogue of Life.